# Szint (építészet)
Egy épület valamely szintje azon helyiségek összessége, amelyek egy padlómagasságban helyezkednek el. Míg a családi házak többsége egy- vagy kétszintes, a társasházak, ipari és középületek sokszintesek lehetnek.

## Szintek számozása
A szintek számozása a világon igen változatos, és egy országon belül is többféle számozási séma lehet használatban. Eltérés van például abban, hogy az utcai szintet nulladik szintnek (mint Európában, ahol az emeleteket sorszámozzák) vagy első szintnek tekintik  (mint Észak-Amerikában, ahol a szinteket számozzák). Vannak helyek, ahol annyira erős babonák kötődnek bizonyos számokhoz, hogy azokat ki szoktak hagyni a szintszámozásból: az USA-ban a 13-ast, Kínában pedig az összes olyan számot, amely 4-est tartalmaz.

### Magyarország
Magyarországon az utcai szintet földszintnek nevezik. Modern többemeletes épületekben efölött következik az első emelet, második emelet stb. A földszint alatt található a pinceszint, alagsor vagy szuterén.
A régi (II. világháború előtt épült) bérházakban nagyon elterjedt egy kevéssé logikus számozás: A földszint fölötti szintet magasföldszintnek, az afölöttit félemeletnek nevezik, és csak e fölött következik az „első” emelet. Sőt, egyes esetekben a bejárati szint feletti szintet nevezték földszintnek, és afölött jöttek a további szintek. A magasföldszint eredetileg az utcaszintnél valamivel (pár lépcsőfokkal, de nem egy teljes értékű szinttel) magasabban elhelyezkedő földszintet jelentett. A félemelet  (olaszul mezzanin, franciául entresol, németül Halbgeschoß) egy adott szinten belül terasszerűen kialakított nem teljes értékű, galériaszerű szintet jelentett, amit szolgalakásnak vagy a földszinti üzletek raktáraiként használtak. A bérházak esetén azonban ezek rendszerint teljes értékű szinteket jelöltek, az elnevezések célja jogszabályok kikerülése volt. Ahol ugyanis például a jogszabály három emeletben szabta meg a beépíthetőséget, mivel a földszint, magasföldszint és a félemelet nem számított valódi szintnek, valójában egy hat-hétszintes házat is fel lehetett húzni.
Ha a földszint nincs a föld színével egy szintben, hanem attól fél–egy méterrel magasabban helyezkedik el, akkor a földszint alatti pinceszint csak félig van a földbe süllyesztve, helyiségei pedig rendelkezhetnek utcára nyíló ablakokkal: ez a szint a félszuterén.
| elhelyezkedés a föld színéhez képest                 | II. vh. előtti bérházak (1. változat) | II. vh. előtti bérházak (2. változat) | modern épületek                         |
| ---------------------------------------------------- | ------------------------------------- | ------------------------------------- | --------------------------------------- |
| 5 szinttel a föld felett                             | harmadik emelet                       | második emelet                        | ötödik emelet                           |
| 4 szinttel a föld felett                             | második emelet                        | első emelet                           | negyedik emelet                         |
| 3 szinttel a föld felett                             | első emelet                           | félemelet                             | harmadik emelet                         |
| 2 szinttel a föld felett                             | félemelet                             | magasföldszint                        | második emelet                          |
| 1 szinttel a föld felett                             | magasföldszint                        | földszint                             | első emelet                             |
| földdel egy szintben (vagy fél–egy méterrel fölötte) | földszint                             | alacsonyföldszint                     | földszint (nulladik emelet)             |
| 1 szinttel a föld alatt                              | alagsor ([fél]szuterén, pince)        | alagsor ([fél]szuterén, pince)        | mínusz első emelet vagy alagsor (pince) |

## Külső hivatkozások
- Balázs Géza: Irány a földszint! - Anyanyelvünk[halott link] – mno.hu, 2001. augusztus 14.